# Aseptis fumeola
Aseptis fumeola là một loài bướm đêm trong họ Noctuidae.